# Antoni Wojtowicz
Antoni Wojtowicz, ps. Darling, Hanka, R22 (ur. 25 czerwca 1920 w Hanaczowie, zm. 27 sierpnia 2008 w Zielonej Górze) – podporucznik Armii Krajowej, członek WiN, uczestniczył w obronie Hanaczowa, Sprawiedliwy Wśród Narodów Świata. Po drugiej wojnie światowej został dyrektorem szkoły w Kożuchowie . Mąż Leokadii Suchar-Wojtowicz (łączniczki AK).

## Niektóre publikacje
- Uwagi do „Małopolskiego słownika biograficznego uczestników działań niepodległościowych 1939–1956” oraz słownika biograficznego „Konspiracja i opór społeczny w Polsce 1944–1956”[5]
- Kronika Małej Ojczyzny w Lwowskim Okręgu AK-WIN-NiE (wraz z Alojzym Wojtowiczem)[6]
- Ocalić od zapomnienia : kronika I Brygady Kadrowej V Dywizji Lwowskiej 1945-1956. Zielona Góra: 2002 (Wraz z Bogdanem Biegalskim i Leokadią Wojtowicz)